# Roland Watson
Pour les articles homonymes, voir Watson.
Roland Watson, né en 1946 à Johannesbourg, est un joueur professionnel de squash représentant l'Afrique du Sud. Il atteint en janvier 1978 la 7e place mondiale sur le circuit international, son meilleur classement. Il est champion d'Afrique du Sud en 1982.

## Biographie
Roland Watson était un joueur de squash actif dans les années 1970 et années 1980. Avec l'équipe nationale sud-africaine, il participe aux championnats du monde par équipes de 1973 dans sa ville natale de Johannesburg, où il termine à la troisième place. De 1976 à 1982, il est dans le tableau principal du championnat du monde en individuel six fois de suite. Son meilleur résultat est sa qualification pour les quarts de finale en 1977 et 1979. En 1977, il est en finale de l'Open d'Australie, de l'Open de Nouvelle-Zélande et de l'Open d'Afrique du Sud, battu à chaque fois par le meilleur joueur du monde Geoff Hunt
. En 1982, il devient champion d'Afrique du Sud, la première édition organisée. Il prend sa retraite en 1984 à 38 ans.
En 1980, sa participation prévue à l'Open de Nouvelle-Zélande, auquel il avait déjà participé en 1977 et 1978, suscite une controverse. Se référant à l'accord de Gleneagles, il se voit refuser la participation en raison de la politique d'apartheid en Afrique du Sud. Le gouvernement néo-zélandais avait fait pression sur les fédérations sportives en contestant les subventions de l'État en cas de violation de l'accord. Cela conduit à un conflit avec l'Union des joueurs masculins, l'Association internationale des joueurs de squash (ISPA), qui, sous la direction de Geoff Hunt, alors président, a d'abord suggéré que ses joueurs boycottent le tournoi et la fédération néo-zélandaise. Sous la médiation du président néo-zélandais de la fédération mondiale, Murray Day, l'ISPA retire la recommandation de boycott et laisse la décision aux différents acteurs,,.

## Palmarès

### Titres
- Championnats d'Afrique du Sud : 1982